# Ticao
Ticao is een eiland in de Filipijnen, dat samen met Masbate, Burias en diverse kleinere eilanden de provincie Masbate vormt. Ticao ligt ten zuiden van het Bicolschiereiland dat deel uitmaakt van Luzon en net ten noorden van het eiland Masbate. Het water van de Masbate Pass scheidt Ticao van het gelijknamige eiland.

## Geografie

### Bestuurlijke indeling
Het eiland Ticao bestaat uit de volgende 4 gemeenten:
- Batuan
- Monreal
- San Fernando
- San Jacinto